# Карло Гоци
Карло Гоци (на италиански: Carlo Gozzi) е прочут италиански сатирик, поет и драматург от XVIII век. Брат е на писателя Гаспаро Гоци.
Краен консерватор. Остро осмива пороците на италианската аристокрация. Създател е на нов жанр – театрална приказка (фиаба). Автор е на пиеси, които използват фолклорни елементи със сюжет и на принципите на комедия дел арте с персонажи с маски. Служи си с контрасни средства – светлини и сенки, възвишен патос и битова буфонада.
Много от неговите произведения се играят и до днес (включително на български): „Кралят елен“ – 1762 г., „Любовта към трите портокала“, „Турандот, китайската принцеса“ – 1761 г. (известна в оперната версия на Пучини), „Красива птичка с цвят зелен“, „Гарванът“ – 1762 г. Пише и автобиография „Безполезни мемоари“ – 1797 – 1798 г.
През 1792 г. публикува събраните си съчинения в 10 тома във Венеция.